# Courbette (dressuuroefening)

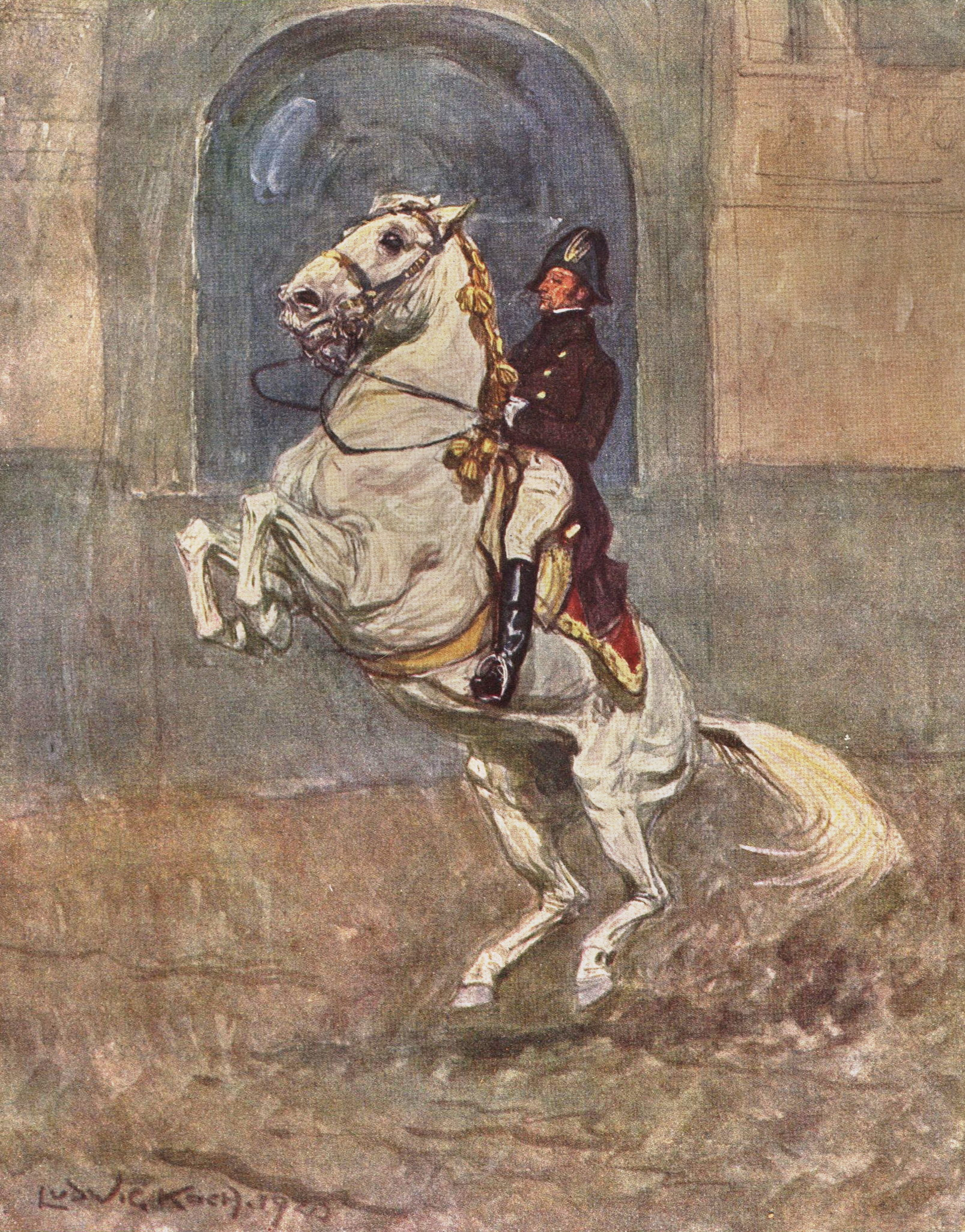
Verbeelding van de courbette.

Een courbette is, in de traditie van de Spaanse rijschool, de oefening waarbij het paard een Levade maakt en vervolgens, enkel op de achterhand steunende, enkele sprongen maakt.